# Jungle Woman
Jungle Woman – amerykański horror z 1944 roku, będący kontynuacją filmu Captive Wild Woman z 1943 roku.

## Główne role
- Acquanetta - Paula (kobieta-małpa)
- Evelyn Ankers - Beth
- J. Carrol Naish - dr Fletcher
- Samuel S. Hinds - koroner
- Lois Collier - Jean Fletcher
- Milburn Stone - Fred Mason
- Douglass Dumbrille - prokurator okręgowy
- Nana Bryant - panna Gray
- Pierre Watkin - dr Meredith
- Christian Rub - George
- Tom Keene - Joe